# Linha Oder-Neisse

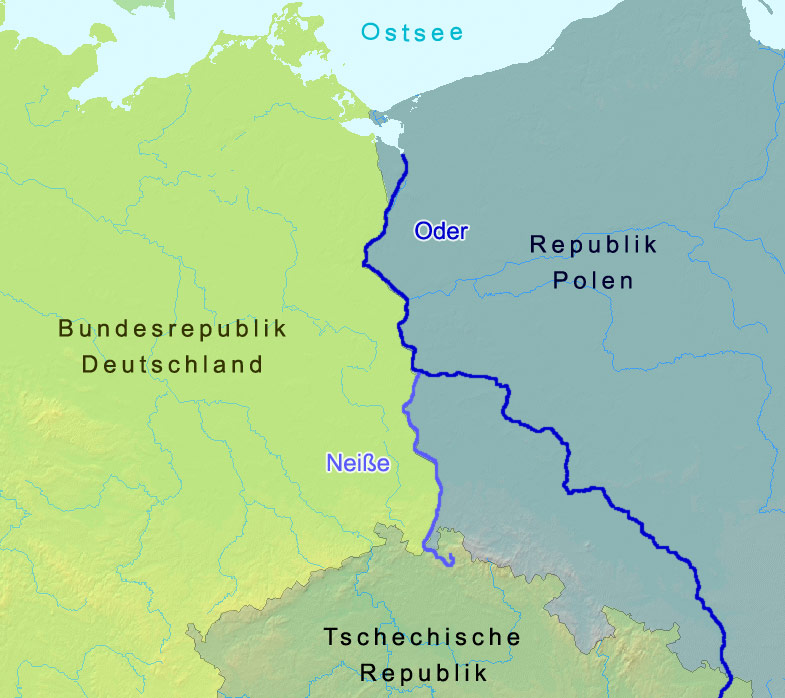
Mapa da linha Oder-Neisse

A Linha Oder-Neisse (em polonês/polaco:  Granica na Odrze i Nysie Łużyckiej, em alemão:  Oder-Neiße-Linie) foi uma das fronteiras terrestres entre a Polónia e a Alemanha propostas pelas Potências Aliadas quando ficou claro que a Alemanha Nazi iria perder a Segunda Guerra Mundial. Esta fronteira foi finalmente escolhida e é a actual fronteira entre Alemanha e Polónia. O limite significou a devolução de grandes territórios historicamente poloneses sob controle alemão, já que ao mesmo tempo a União Soviética deveria compensar a Polónia (ver "linha Curzon A").
A linha demarcada segue os rios Oder e Neisse primariamente, mas desviou-se para oeste na sua parte norte, para que deste modo a Polónia obtivesse as cidades de Świnoujście e Szczecin.

## História

### Primeiras menções
Ao terminar a Primeira Guerra Mundial, os Aliados determinaram a fronteira entre a derrotada Alemanha e a renascente Polónia no Tratado de Versalhes de 1919. Esta fronteira tinha tentado respeitar as fronteiras históricas, mas fracassou na entrega de territórios à Polónia habitados por minorias eslavas e ao permitir-lhe uma saída para o mar mediante o chamado corredor polaco. Este corredor seria uma das causas da Segunda Guerra Mundial, já que a sua existência significava a separação das províncias alemãs da Prússia Oriental do resto do país.
Durante a Segunda Guerra Mundial, na Conferência de Teerão, os soviéticos sugeriram pela primeira vez a extensão da fronteira polaca para o Oder, por troca com territórios polacos que passariam à União Soviética. O presidente dos Estados Unidos, Franklin Delano Roosevelt recusou iniciar uma discussão de fronteiras naquele momento, finais de 1943, argumentando que era muito cedo. Apesar disso, o Ministro dos Negócios Estrangeiros do Reino Unido, Anthony Eden, escreveu no seu diário que Roosevelt não desejava discutir estes temas perante a proximidade das eleições nos Estados Unidos.

### Yalta
A seleção da linha Oder-Neisse foi discutida pela primeira vez na Conferência de Yalta, entre os governantes dos Estados Unidos, o Reino Unido e a União Soviética. Embora a nova fronteira germano-polaca estivesse bem definida no centro, os aliados ocidentais queriam que a fronteira no sul seguisse o rio Neisse oriental, mas a negativa de Stalin foi contundente. O Reino Unido e os Estados Unidos também queriam que a Alemanha conservasse Stettin, o tradicional porto de Berlim, por troca com Conisberga. Os soviéticos inicialmente acederam, mas mudaram de opinião e solicitaram o porto prussiano para estabelecer uma base naval. A Polónia seria recompensada com Estetino, e com a Baixa Silésia, por troca com Lviv. O Governo da Polônia no exílio não estava de acordo, mas não tinha poder real para se opor.
A aplicação da linha Oder-Neisse implicou para a Alemanha a perda de quase toda a Silésia, metade da Pomerânia, o leste de Brandeburgo e uma pequena porção da Saxónia. Ao mesmo tempo, a Alemanha perdia Danzigue, a Masúria, a Vármia e dois terços da Prússia Oriental para a Polónia, e o terço restante de Prússia Oriental foi anexado à União Soviética.
Estas trocas significaram a expulsão massiva de centenas de milhares de alemães dos seus lares para o território da Alemanha actual. A maioria destes novos territórios polacos foram ocupados por polacos expulsos das suas terras no leste pelos soviéticos [carece de fontes?]. Considerando que depois da invasão da Polónia, os alemães tinham expulso dos seus lares muitos cidadãos polacos e soviéticos, foram poucas as vozes que se levantaram contra esta medida pouco humanitária. Um estudo realizado entre antigos habitantes do corredor polaco depois da guerra, revelou que 80% aprovava a nova fronteira no Oder. Tanto a Polónia como a URSS apoiaram esta nova fronteira: os polacos consideravam-na mais fácil de defender por ter um comprimento de apenas 472 km e os soviéticos criam que um estado polaco débil não poderia conservar essa fronteira, já que a Alemanha jamais a aceitaria, pelo que a Polónia voltaria a ser dependente da URSS para garantir a sua segurança.

### Potsdam
Na Conferência de Potsdam a linha Oder-Neisse foi posta em prática, e na Polónia começou a proclamar-se que tinham recuperado território, já que esses territórios tinham sido governados pela dinastia Piast polaca desde há 700 anos. Acordou-se então na expulsão dos alemães que viviam nos territórios ganhos, e Polónia recebeu oficialmente 187 000 km² como compensação pelos 112 000 km² que tinha perdido no leste com a URSS ao aplicar-se a linha Curzon.

### Reconhecimento alemão
Em 1950, a República Popular da Polónia e a República Democrática Alemã assinaram um tratado de reconhecimento da fronteira que segue o Oder-Neisse. Em 1989, este tratado foi ratificado, já que as fronteiras marítimas não tinham sido especificadas em 1950.
Depois de se terem deteriorado as relações anglo-soviéticas, os Estados Unidos e o Reino Unido opuseram-se ao tratado assinado entre Alemanha Oriental e a Polónia comunista em 1950. Por seu lado, a República Federal da Alemanha, seguindo a Doutrina Hallstein, também não reconheceu a fronteira do Oder-Neisse, embora também não reconhecesse a Alemanha Oriental e a Polónia. Só em 1970 tal seria alterado, quando o Chanceler da Alemanha Ocidental Willy Brandt, seguindo a sua política de Ostpolitik, assinou um tratado em Moscovo e Varsóvia, reconhecendo finalmente a fronteira.
Depois da reunificação alemã, os actuais estados da Polónia e Alemanha ratificaram a fronteira actual em novembro de 1990, ao mesmo tempo que se emendou a Constituição alemã, eliminando o artigo 23 já que, embora tenha servido para permitir a reunificação, também poderia ser usado no futuro governo alemão para reclamar territórios no leste. Em 16 de janeiro de 1992 um segundo tratado, o Tratado de Boa Vizinhança, ratificou pela última vez a actual fronteira germano-polaca. Também se reconheceram direitos políticos e culturais básicos para as minorias polacas ou alemãs entre os países signatários. Na actualidade, cerca de 150 000 pessoas de etnia alemã continuam a viver na Polónia, e 500 000 polacos vivem na Alemanha, embora muitos destes últimos tenham chegado só nas últimas décadas.